# Carl David Marcus
Carl David Marcus, född 16 mars 1879 i Stockholm, död 30 juni 1940 i Göteborg, var en svensk lärare och litteraturhistoriker.
Carl David Marcus var son till grosshandlaren Leopold Moritz Marcus, halvbror till Henry Marcus och helbror till Moritz Marcus. Efter mogenhetsexamen i Visby 1897 inskrevs han 1899 vid Göteborgs högskola, där han blev filosofie kandidat 1903, filosofie licentiat 1908 och filosofie doktor 1909 efter att ha disputerat med avhandlingen Vilhelm Fredrik Palmblads romantiska berättelser 1812–1819 (1908). Han tjänstgjorde 1908–1912 som läroverkslärare i Göteborg, var 1919–1932 docent i nyare nordisk litteraturhistoria vid Berlins universitet och hade samtidigt även anställning vid bokförlag i Berlin. Efter att ha återkommit till Sverige arbetade han åter som lärare och var från 1936 adjunkt vid Högre allmänna läroverket för flickor i Göteborg. Bland hans litteraturhistoriska och litteraturkritiska arbeten märks förutom doktorsavhandlingen och Erik Gustaf Geijers lyrik (1909) en mängd monografiska studier främst över moderna författare. I bokform utgav han Nordiska essayer (1923), Knut Hamsun (1926) och i serien Verdandis småskrifter Den nya norska prosakonsten (1930) och Jacob Wassermann (1931). Dessutom skrev han åtskilliga litteraturartiklar i tidningar och tidskrifter, bland annat i Ord och Bild. Marcus författade även några skådespel och dikter